# Rossman-Prospect Avenue Historic District

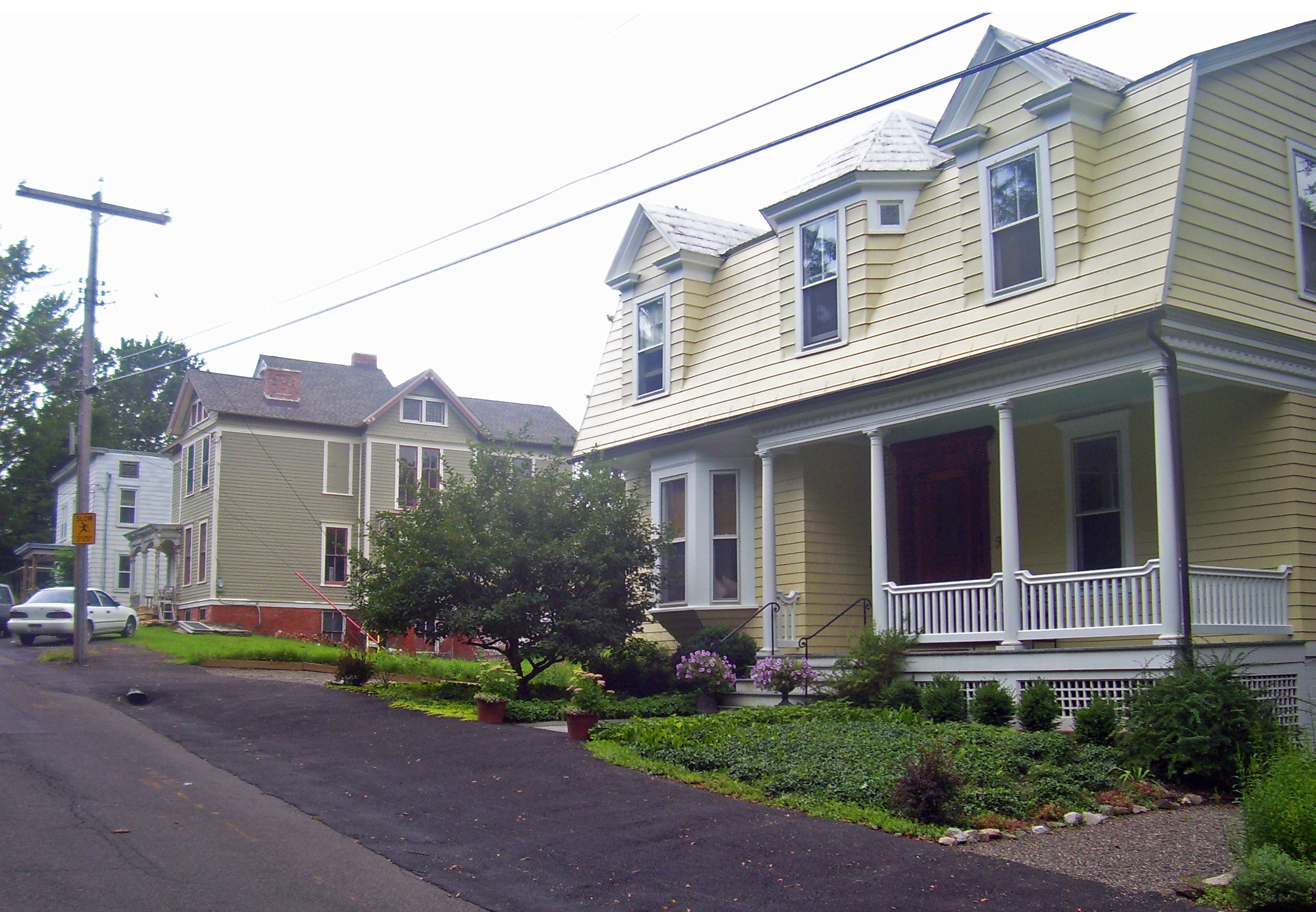
Häuser an der Prospect Avenue (2008)

Der Rossman-Prospect Avenue Historic District ist ein Denkmalschutzbezirk in einem kleinen Wohnviertel am östlichen Ende von Hudson, New York in den Vereinigten Staaten. Die Häuser wurden weitgehend Ende des 19. Jahrhunderts und zu Beginn des 20. Jahrhunderts erbaut. Es ist der kleinere der beiden Historic Districts in der Stadt.
Das Gebiet wurde bebaut, als die Stadt einen Aquädukt zu einem Wasserreservoir über das Land der Familie Rossman baute. Es handelte sich um das erste geplante Wohngebiet der Stadt außerhalb des Straßengitters im Zentrum. Der historische Distrikt wurde 1985 in das National Register of Historic Places aufgenommen.

## Geographie
Der Distrikt umfasst eine Fläche von zwei Hektar an den beiden Straßen, von denen sein Name angeleitet ist. Er liegt am Hang des Academy Hills, der manchmal auch Prospect Hill genannt wird, mit 128 m die höchste Erhebung in der Stadt. Von den Häusern an der Rossman Avenue, die den Hügel hinaufführt und an dem Wasserreservoir in einer Sackgasse endet, reicht der Blick über die Stadt hinweg bis zum Hudson River und dem Catskill Escarpment im Südwesten. Nördlich befindet sich das Columbia Memorial Hospital und dahinter der größere Hudson Historic District. Östlich des Distrikts befindet sich das mit Wohnhäusern bebaute Ende der Hauptstraße Hudsons, der Warren Street.
Innerhalb der Grenzen des Distrikts liegen einige der Häuser an der Südseite der Prospect Avenue südlich der Rossman Avenue und beide Seiten der Rossman Avenue bis zum Ende der Bebauungsgrenze, insgesamt 12 Parzellen mit 14 beitragenden Bauten. Zwei Garagen in dem Bereich sind moderne Bauwerke und gelten nicht als beitragend. Die Häuser entsprechen einer Vielfalt von Architekturstilen, die vor oder nach dem Beginn des 20. Jahrhunderts populär waren, etwa dem Queen Anne Style, dem Colonial Revival und dem Tudor Revival sowie Craftsman Bungalows.

## Geschichte
In der Mitte des 19. Jahrhunderts gehörte das Gebiet zum Anwesen von Allen Rossman, einem früheren Schatzmeister des Countys und Direktor einer örtlichen Bank. Hudson wuchs in dieser Zeit rasch und litt regelmäßig unter Mangel an Wasser. Die Stadtverwaltung entschied deswegen 1874, Wasser aus dem Fluss in ein Reservoir hinter dem Prospect Hill zu pumpen und ordnete das Wegerecht für den Bau der Wasserleitung über den Grundbesitz Rossmans an.
Rossman stellte zusätzliches Land zur Verfügung, um eine 15 m breite Straße zu bauen und pflanzte Bäume an, als er das Grundstück in 13 Parzellen aufteilen ließ. Das erste Haus, 11 Rossman Avenue, wurde erst 1887 erbaut. Rossman starb kurze Zeit später und seine Hinterbliebenen verkauften einige der Parzellen auf der Westseite der Straße in den 1890er Jahren. Die meisten der darauf entstandenen Häuser wurden in einem etwas zurückhaltenden Queen Anne Style erbaut, wie es auch an anderer Stelle in Hudson üblich war.
Die Parzellen an der Ostseite wurden erst zu Beginn des 20. Jahrhunderts bebaut. Die meisten dieser Häuser wurden unter dem Einfluss des Arts and Crafts  Movement gebaut, insbesondere die Bungalows. Diese Bauten wichen etwas vom Stil ab, da sie Detail-Merkmale des Federal Style und der georgianischen Architektur aufweisen. Die beiden letzterbauten Häuser des Distrikts sind 2 und 4 Rossman Avenue – letzteres ließ sich der Direktor des Krankenhauses bauen – entsprechen eher der Bauweise englischer Landhäuser, was ungewöhnlich für das Hudson Valley ist.